# Makuläre Hornhautdystrophie
Die makuläre Hornhautdystrophie (MCD) ist eine sehr seltene und schwere angeborene Form einer Hornhautdystrophie mit parenchymatöser knötchenförmiger Hornhauttrübung beidseits mit wolkigen Schleierbildungen.

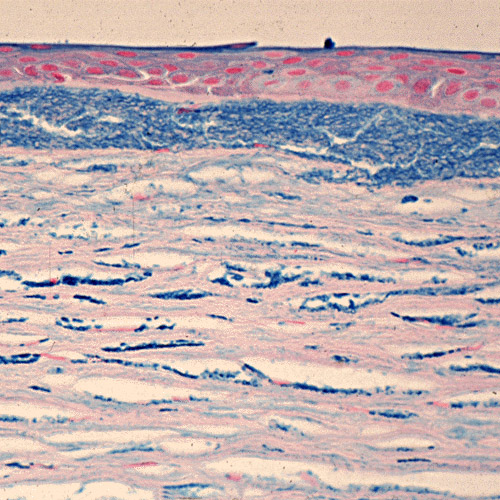
Makuläre Hornhautdystrophie, die kolloidale Eisenfärbung zeigt die Ablagerungen von Glykosaminoglykanen in der Hornhaut

Synonyme sind: Fehr-Syndrom; fleckförmige Hornhautdystrophie; Fehr-fleckige Hornhautdystrophie; Fehr-Hornhautentartung; Hornhauttrübung, knötchenförmige (Groenouw Typ II); Groenouw-Hornhautdystrophie Typ II; lateinisch Dystrophia corrneae nodosa; englisch Macular corneal dystrophy; MCD
Die Namensbezeichnung bezieht sich auf den Autor der Erstbeschreibung aus dem Jahre 1890 durch den Breslauer Augenarzt Arthur Groenouw sowie eine Beschreibung aus dem Jahre 1904 durch Oskar Fehr.

## Verbreitung
Die Häufigkeit wird mit 1 zu 100.000 angegeben, die Vererbung erfolgt autosomal-rezessiv.
Diese Form kommt in Indien, Saudi-Arabien und Island gehäuft vor.

## Ursache
Der Erkrankung liegen großteils Mutationen im CHST6-Gen auf Chromosom 16 Genort q23.1 zugrunde, welches für das an der Bildung von Keratansulfat beteiligte Enzym Corneal N-acetylglucosamine-6-sulfotransferase kodiert.
Es kommt zu einer Anhäufung von nicht-sulfatiertem Keratan (Glykosaminoglykanen) im Hornhautendothel.

## Klinische Erscheinungen
Klinische Kriterien sind:
- Beginn meist im ersten Lebensjahrzehnt
- anfangs Schleier, später über die gesamte Hornhaut verteilte Flecken und Knötchen
- ausgeprägte Sehminderung, mit dem Alter zunehmend
- verminderte Hornhautsensibilität
- wiederholt auftretende Erosionen der Hornhaut mit Schmerz, Photophobie und Fremdkörpergefühl

## Differentialdiagnose
Abzugrenzen sind:
- Granuläre Hornhautdystrophie Typ I (Groenouw-Syndrom I)
- Gittrige Hornhautdystrophie Typ I (Biber-Haab-Dimmer-Syndrom)
- Dermo-chondro-corneale Dystrophie
- Keratitis parenchymatosa (Hornhautenzündung)
- tuberkulöse Hornhauterkrankungen
- Hornhautbeteiligung bei systemischen Mukopolysaccharidosen wie Morbus Hurler und Morbus Scheie und Mukolipidosen